# 安家郵便局
安家郵便局（あっかゆうびんきょく）は岩手県下閉伊郡岩泉町にある郵便局。民営化前の分類では集配特定郵便局であった（現在は集配機能を廃止）。局番号は83090。

## 概要
住所：〒027-0611 岩手県下閉伊郡岩泉町安家字松林119番地3

## 沿革
- 1901年（明治34年）2月1日 - 安家郵便局（三等）として開設[1]。
- 1977年（昭和52年）5月25日 - 電話の加入および料金に関する簡易な事務を除く電話交換業務を岩泉電報電話局に移管[2]。
- 1985年（昭和60年）10月1日 - 電話の加入および料金に関する簡易な事務を岩泉電報電話局に移管。
- 2007年（平成19年）10月1日 - 民営化に伴い、併設された郵便事業岩泉支店安家集配センターに一部業務を移管。
- 2012年（平成24年）10月1日 - 日本郵便株式会社の発足に伴い、郵便事業岩泉支店安家集配センターを安家郵便局に統合。
- 2020年（令和2年）
  - 3月2日 - 集配業務を岩泉郵便局に移管。
  - 12月14日 - 岩手県下閉伊郡岩泉町安家字松林97番地から119番地3（旧局舎から東へ約100mの場所）に移転[3][4]。

## 取扱内容
- 郵便、印紙、ゆうパック、内容証明
- 貯金、為替、振替、振込、国債
- 生命保険、バイク自賠責保険
- ゆうちょ銀行ATM

## 周辺
- 安家洞
- 岩泉町役場安家支所
- 安家バイパス

## アクセス
- 岩泉町民バス（安家洞線） 安家停留所下車
- 岩手県道202号普代小屋瀬線沿い
- 駐車場あり：4台